# روبرت دلبان
روبرت دلبان (بالفرنسية: Robert Dalban)‏ هو ممثل فرنسي، ولد في 19 يوليو 1903 في فرنسا، وتوفي في 3 أبريل 1987 بباريس في فرنسا بسبب نوبة قلبية.

## أعمال

### أفلام
- (1949) أسوار مالاباجا[3]
- (1958) كن جميلا ولكن اصمت[4]
- (1964) فانتوماس
- (1965) فانتوماس الغاضب
- (1966) المطعم الكبير
- (1967) فانتوماس ضد سكوتلاند يارد

## وصلات خارجية
- روبرت دلبان على موقع IMDb (الإنجليزية)
- روبرت دلبان على موقع روتن توميتوز (الإنجليزية)
- روبرت دلبان على موقع ألو سيني (الفرنسية)
- روبرت دلبان على موقع ميوزك برينز (الإنجليزية)
- روبرت دلبان على موقع أول موفي (الإنجليزية)
- روبرت دلبان على موقع قاعدة بيانات الأفلام السويدية (السويدية)
- روبرت دلبان على موقع ديسكوغز (الإنجليزية)
- روبرت دلبان على موقع قاعدة بيانات الفيلم (الإنجليزية)
- روبرت دلبان على موقع كينوبويسك (الروسية)